# Jenelly Raphaël
Jenelly Odelli Chrishta Raphaël (ur. 2005) – maurytyjska zapaśniczka walcząca w stylu wolnym. Srebrna medalistka igrzysk Wysp Oceanu Indyjskiego w 2023 roku.